# Xian de Shuangpai
Le xian de Shuangpai (双牌县 ; pinyin : Shuāngpái Xiàn) est un district administratif de la province du Hunan en Chine. Il est placé sous la juridiction de la ville-préfecture de Yongzhou.

## Démographie
La population du district était de 168 219 habitants en 1999.